# Periodic safety update report
Ein Periodic safety update report (PSUR, regelmäßig aktualisierter Unbedenklichkeitsbericht, auch  PBRER, Periodic benefit-risk evaluation report)  ist ein von Pharmaunternehmen in festgelegten Zeitabständen zu erstellender Bericht, der der Aktualisierung der Nutzen-Risiko-Abwägung von Arzneimitteln dient.  Pharmaunternehmen sind per Gesetz dazu verpflichtet, weltweit gesammelte Nebenwirkungsmeldungen  auszuwerten und zu prüfen, ob sich daraus Maßnahmen hinsichtlich einer sicheren Anwendung eines Arzneimittels ergeben, also etwa ob weitere Anwendungsbeschränkungen oder zusätzliche Nebenwirkungen berücksichtigt werden müssen. Der PSUR wird einer Beurteilung durch eine Arzneimittelbehörde unterzogen, die die vorgelegten Daten inhaltlich prüft und die Schlussfolgerungen des pharmazeutischen Unternehmers bewertet. Falls erforderlich, werden die Produktinformationstexte, also die Zusammenfassung der Merkmale des Arzneimittels (entspricht der Fachinformation) und die Packungsbeilage  entsprechend abgeändert. 
PSURs sind ein Instrument des Arzneimittelsicherheitssystems in der Europäischen Union.

## Rechtliche Basis
Die rechtliche Basis für die Etablierung eines EU-weiten Pharmakovigilanzsystems bildet die Richtlinie 2001/83/EG  des Europäischen Parlaments und des Rates zur Schaffung eines Gemeinschaftskodexes für Humanarzneimittel von 2001. Deren Überarbeitung im Jahr 2004 und die aus der Umsetzung des EU-Pharmapakets resultierende „Pharmakovigilanzrichtlinie“ (EU-Richtlinie 2010/84/EU) hatte umfassende Auswirkungen auf die Überwachung von Arzneimittelrisiken. Sie wurden durch Umsetzung in den nationalen Arzneimittelgesetzen rechtsverbindlich. Die Regelungen für Tierarzneimittel basieren auf der Richtlinie 2001/82/EG. In Deutschland besteht die Verpflichtung zur PSUR-Vorlage nach § 63d AMG. Die Rechtsgrundlage für zentral zugelassene Arzneimittel  bildet die Verordnung (EG) Nr. 726/2004 in der durch die Verordnung (EU) Nr. 1235/2010 geänderten Fassung. 
Die Verfahren zur fristgemäßen Erstellung, Vorlage bei den zuständigen Behörden und Beurteilung von PSURs und die Umsetzung nach Abschluss sind in Rechtstexten und Leitfäden der EU beschrieben.
Im internationalen Bereich sind die Sicherheitsberichte als periodic benefit-risk evaluation report (PBRER) über die ICH-Guideline E2C der International Council for Harmonisation of Technical Requirements for Pharmaceuticals for Human Use (ICH) geregelt.

## Inhalt
Ein PSUR enthält in kumulierter Darstellung alle für die Arzneimittelsicherheit bedeutsamen Daten  ab der Zulassung eines Arzneimittels. Dabei liegt der Fokus jeweils auf den Informationen seit der letzten Berichterstattung. Inhalt und Struktur eines PSUR sind detailliert vorgeschrieben.
Neben administrativen Angaben zum Arzneimittel bzw. den Arzneimitteln, zum Zulassungsinhaber und einer Übersicht über bisher eingereichte Berichte informiert  der PSUR zu Vermarkungsdaten (Absatzmenge, Verschreibungsvolumen) und Anwendungsumfang. Es folgen Informationen über bis zum Stichtag vorgenommene sicherheitsrelevante Maßnahmen (Vermarktungseinschränkungen, Suspendierung oder Rückzug von Zulassungen, Änderung von Dosierungsempfehlungen, Gegenanzeigen, Warnhinweisen, Neben- und Wechselwirkungen). Der PSUR führt dann die im Berichtszeitraum weltweit spontan an den Zulassungsinhaber gemeldeten unerwünschten Ereignisse, von anderen Behörden zugetragene Fälle,  Fallmeldungen aus klinischen und aus nicht-interventionellen Studien sowie Informationen  aus der Literatur auf. Darunter fallen auch Daten für Anwendungsgebiete und Bevölkerungsgruppen, die nicht der Zulassung entsprechen.  Neben Intervalldaten werden ferner die kumulativen Daten ab der Zulassung gefordert.  Ein inhaltlicher Schwerpunkt liegt auf der aktuellen Signaldetektion, also dem Erkennen eines möglichen Kausalzusammenhangs zwischen einer Medikamentenanwendung und einem Ereignis. Der PSUR schließt mit einer wissenschaftlichen Nutzen-Risiko-Abwägung für die zugelassenen Anwendungsgebiete des Arzneimittels  (Integrated Benefit-risk Analysis for Authorised Indications) und enthält gegebenenfalls Vorschläge zu Maßnahmen zwecks Verbesserung der Arzneimittelsicherheit  (Conclusions and Actions). 
Für Tierarzneimittel gelten ähnliche Vorschriften.

## Vorlage bei der Behörde
Soweit nicht anders geregelt, sind PSURs vor sowie innerhalb der ersten zwei Jahre nach Vermarktung halbjährlich, die folgenden zwei Jahre jährlich und danach alle drei Jahre bei den zuständigen Arzneimittelbehörden einzureichen. Die Vorlagetermine berechnen sich ab dem Datum der Zulassung eines Arzneimittels  in einem Mitgliedsstaat.
Für in mehreren EU-Mitgliedsstaaten zugelassene Humanarzneimittel mit gleichen Wirkstoffen veröffentlicht die Europäische Arzneimittelagentur (EMA) eine Liste mit EU-weit harmonisierten Vorgaben zu Vorlageterminen, Stichtagen für die Berichtszeiträume (data lock point, DLP) und Einreichungshäufigkeit, die laufend ausgebaut wird (EURD-Liste). Die Einreichungshäufigkeit berücksichtigt potentielle Risiken eines Arzneimittels. Für lange im Markt befindliche, bereits gut dokumentierte Stoffe müssen PSURs in der Regel nur noch in großen zeitlichen Abständen erstellt werden.  Allgemein ausgenommen vor einer routinemäßigen Vorlagepflicht sind Generika,  registrierte homöopathische und traditionelle pflanzliche Arzneimittel, Standardzulassungen und basierend auf einem „allgemeinen medizinischen Gebrauch“ zugelassene Arzneimittel, es sei denn, es wird ausdrücklich die Einreichung eines PSURs verlangt. So ist  ein PSUR für die genannten Arzneimittel dennoch obligatorisch falls der Wirkstoff in der EURD-Liste gelistet ist, was für eine Reihe von Stoffen der Fall ist. Die Behörden können auch in Einzelfällen PSURs anfordern (ad hoc request) oder beauflagen.

## Behördliche Bewertung
Die von der Industrie vorgelegten PSURs werden durch die zuständigen Arzneimittelbehörden hinsichtlich neuer oder veränderter Risiken sowie der Änderung des Nutzen-Risiko-Verhältnisses der Arzneimittel bewertet, falls erforderlich ergreifen die Behörden entsprechende Maßnahmen.

### Humanarzneimittel
Mit einer umfassenden Reform im europäischen Pharmakovigilanzrecht wurde 2012 für Humanarzneimittel ein einheitliches PSUR-Einzelbewertungsverfahren eingeführt (PSUR single assessment procedure, PSUSA), das seitdem schrittweise umgesetzt wird. Es dient der EU-weiten Harmonisierung von Arzneimittelmerkmalen bei gleichzeitiger Vermeidung von Doppelbeurteilungen. Das  einheitliche Einzelbewertungsverfahren ist verbindlich anzuwenden für Arzneimittel, die denselben Arzneistoff bzw. dieselbe Arzneistoffkombination enthalten und für die die Berichtszeiträume und Vorlagetermine bereits EU-weit harmonisiert wurden und die somit in der EURD-Liste aufgeführt sind. Dabei ist es unerheblich, ob die Zulassungen über zentrale, dezentrale oder rein nationale Zulassungsverfahren erworben wurden. Die einheitliche Beurteilung erfolgt entweder durch eine von der Koordinierungsgruppe der Mitgliedsstaaten (CMDh) benannte mitgliedsstaatliche Behörde oder durch einen vom Pharmakovigilanzausschuss der EMA (Pharmacovigilance Risk Assessment Committee, PRAC)  ernannten Berichterstatter. Das Bewertungsverfahren endet mit der Verabschiedung einer Empfehlung durch den Pharmakovigilanzausschuss. Sollte er regulatorische Maßnahmen zur Risikominimierung für erforderlich halten, überprüft der Ausschuss für Humanarzneimittel bzw. der CMDh die Empfehlung und übermittelt den vollzugsberechtigten Behörden seinen Standpunkt.
Bis zur vollständigen Umsetzung des EU-Einzelbewertungsverfahrens wird für in mehreren Mitgliedsstaaten national zugelassene Medikamente solange weiterhin das 2002 initiierte Verfahren zur Arbeitsteilung praktiziert (PSUR worksharing procedure, WSP), in welchem Pharmaunternehmen zeitgleich bei den Behörden der entsprechenden Länder den PSUR einreichen können und eine federführende Referenzbehörde einen Beurteilungsbericht erstellt. Ähnlich wie für das Einzelbewertungsverfahren gibt es auch für das arbeitsteilige Verfahren eine Liste mit harmonisierten Stichtagen. Sie wird vom CMDh herausgegeben und mit der vollständigen Implementierung des Einzelbewertungsverfahrens durch die EURD-Liste abgelöst werden. 
Für Arzneimittel, die in nur einem Mitgliedsstaat national zugelassen sind, ist die Arzneimittelbehörde dieses Landes zuständig.

### Tierarzneimittel
Für nicht zentral zugelassene Tierarzneimittel betreiben die nationalen Tierarzneimitteloberbehörden ein Verfahren der Arbeitsteilung zur Bewertung von PSURs. Es wurde 2007 durch die European Surveillance Strategy Group (ESS) der Tierarzneimittelbehörden initiiert. Auch hier gibt es eine Liste mit harmonisierten Stichtagen, nach denen Firmen die PSURs erstellen und zur Bewertung einreichen.

## Maßnahmen
Wurde in einem PSUR-Verfahren ein Handlungsbedarf hinsichtlich der Arzneimittelsicherheit festgestellt, ergreifen die zuständigen Behörden (EU-Kommission oder nationale Arzneimittelbehörden) entsprechende Maßnahmen. Sie basieren auf den Gutachten der entsprechenden Gremien (Ausschuss für Humanarzneimittel,  CMDh,  Ausschuss für Tierarzneimittel). In Frage kommen:
- die Suspendierung einer Zulassung
- Widerruf einer Zulassung
- Anordnung einer Änderung der Produktinformationstexte (Zusammenfassung der Arzneimittelmerkmale, Packungsbeilage) gegenüber den Pharmaunternehmen, die diese innerhalb einer festgesetzten Frist umsetzen müssen. Dies kann beispielsweise neue bzw. geänderte Gegenanzeigen, Warnhinweise, Neben- und Wechselwirkungen beinhalten.